# Danmarks Radio

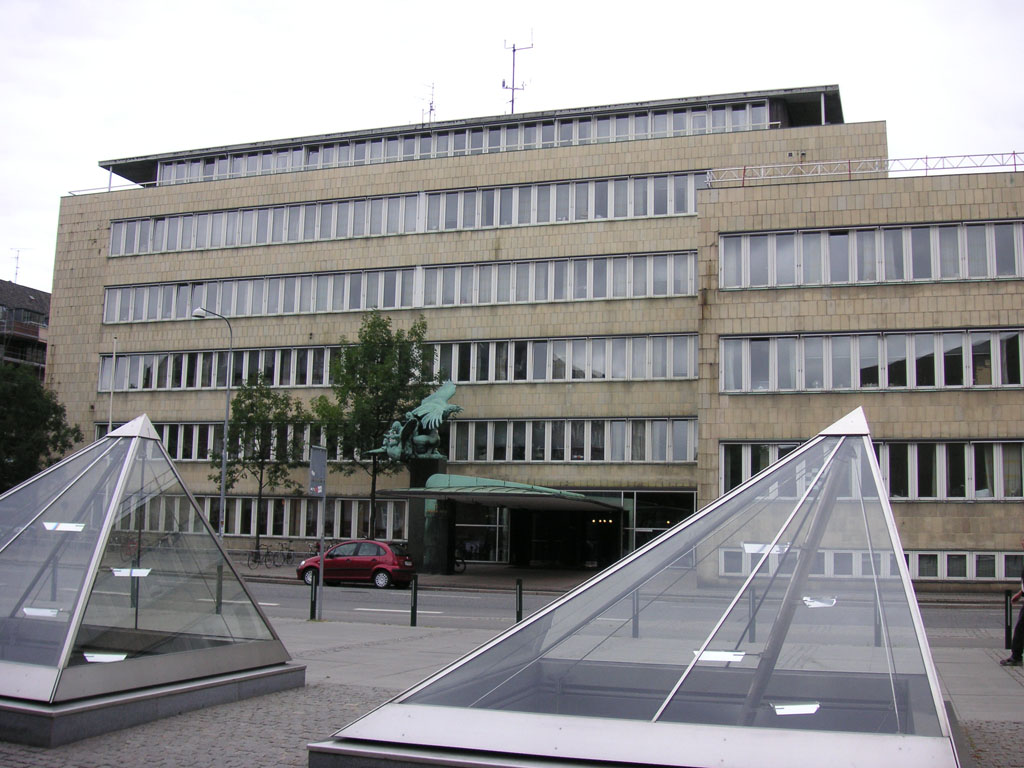

Danmarks Radio (prescurtat DR) este o corporație daneză de radiodifuziune.

## Vezi și
- Jørgen Gustava Brandt